# Hasan Esat Işık
 (août 2022).
Si vous disposez d'ouvrages ou d'articles de référence ou si vous connaissez des sites web de qualité traitant du thème abordé ici, merci de compléter l'article en donnant les références utiles à sa vérifiabilité et en les liant à la section « Notes et références ».
Hasan Esat Işık, né en 1916 à Constantinople (Empire ottoman) et mort le 2 juillet 1989 à Ankara (Turquie), est un diplomate et homme politique turc.
Il termine ses études secondaires au lycée de Galatasaray et est diplômé de la faculté de droit de l'université d'Ankara. Il rejoint le ministère des Affaires étrangères. Il est secrétaire général adjoint chargé des affaires économiques du ministère des Affaires étrangères (1957-1960), ambassadeur de Turquie à Bruxelles (1962-1964), à Moscou (1964-1965 et 1966-1968) puis à Paris (1968-1973).
Il est ministre des Affaires étrangères en 1965, et ministre de la Défense en 1974, en 1977 et entre 1978 et 1979. Il est député de Bursa entre 1973 et 1980. Il est le président de la commission des Affaires étrangères de la Grande Assemblée nationale en 1974 et vice-secrétaire général du CHP entre 1976 et 1978.